# Greatest Hits (album des Pretenders)
Pour les articles homonymes, voir Greatest Hits.
Greatest Hits est le titre d'un album compilation des Pretenders.

## Liste des chansons
1. Brass in Pocket
2. Message Of Love
3. Don't Get Me Wrong
4. Kid
5. Human (Tin Tin Out Remix)
6. I Go to Sleep
7. Forever Young
8. I Got You Babe
9. Night In My Veins
10. Spiritual High (State Of Independence)
11. Talk Of The Town
12. Stop Your Sobbing
13. Hymn To Her
14. 2000 Miles
15. Breakfast In Bed
16. Popstar
17. Middle Of The Road
18. Thin Line Between Love And Hate
19. Back On The Chain Gang
20. I'll Stand by You